# Lambretta
La Lambretta va ser una línia d'escúters produïda per l'empresa italiana Innocenti al barri milanès de Lambrate entre el 1947 i el 1972. El nom "Lambretta", així com el del barri on Innocenti tenia les plantes de producció, deriven del riu Lambro, que discorre per la zona. El Lambro Meridionale, un canal artificial als afores de Milà, es coneix popularment com a Lambretto (Lambrett en llombard).
Actualment, l'empresa Innocenti S.A. (coneguda també com a Lambretta Consortium), amb seu a Lugano (Suïssa) és la propietària de la marca internacional Lambretta i l'ha llicenciada a tot el món.

## Història

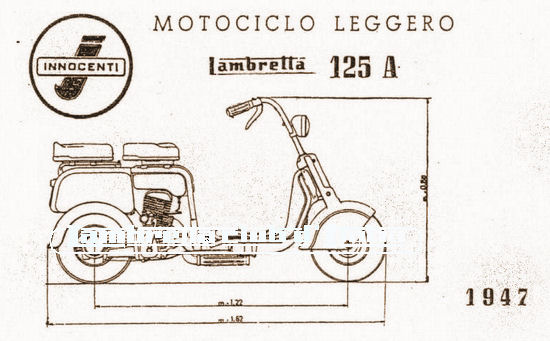
La Lambretta 125 A de 1947 (disseny de Cesare Pallavicino)

El 1922, Ferdinando Innocenti, de Pescia (província de Pistoia), va fundar una fàbrica de canonades d'acer a Roma. El 1931 va traslladar tot el seu negoci a Milà, establint el 1933 a Lambrate la fàbrica de canonades d'acer sense soldadura més gran mai vista.
Durant la Segona Guerra Mundial, la fàbrica va ser bombardejada i destruïda completament. Innocenti, mentre esperava recuperar les plantes de Milà de mans dels aliats, va fer a Roma un estudi del producte que hauria de produir la reconvertida fàbrica durant la postguerra. Tot inspirant-se en els escúters militars nord-americans que havien arribat a Itàlia durant la guerra i copsant alhora les noves necessitats de transport motoritzat de la població, immediatament després de la guerra, va decidir dedicar-se a la producció del revolucionari escúter.
Innocenti confià el disseny del nou vehicle a una parella d'enginyers aeronàutics: Pier Luigi Torre i Cesare Pallavicino. El primer s'ocupà de la mecànica i reconstruí les instal·lacions milaneses (durant el període d'entreguerres, Torre havia creat els motors de l'hidroavió Savoia-Marchetti S.55A per a la travessia de l'Atlàntic d'Italo Balbo), mentre que el segon s'ocupà del xassís i el disseny del nou escúter (Pallavicino havia estat el director tècnic, fins al 1935, de Breda i després, de Caproni). El 1947, l'escúter, batejat amb el nom de Lambretta per l'artista Daniele Oppi, estava llest i es va llançar al mercat.

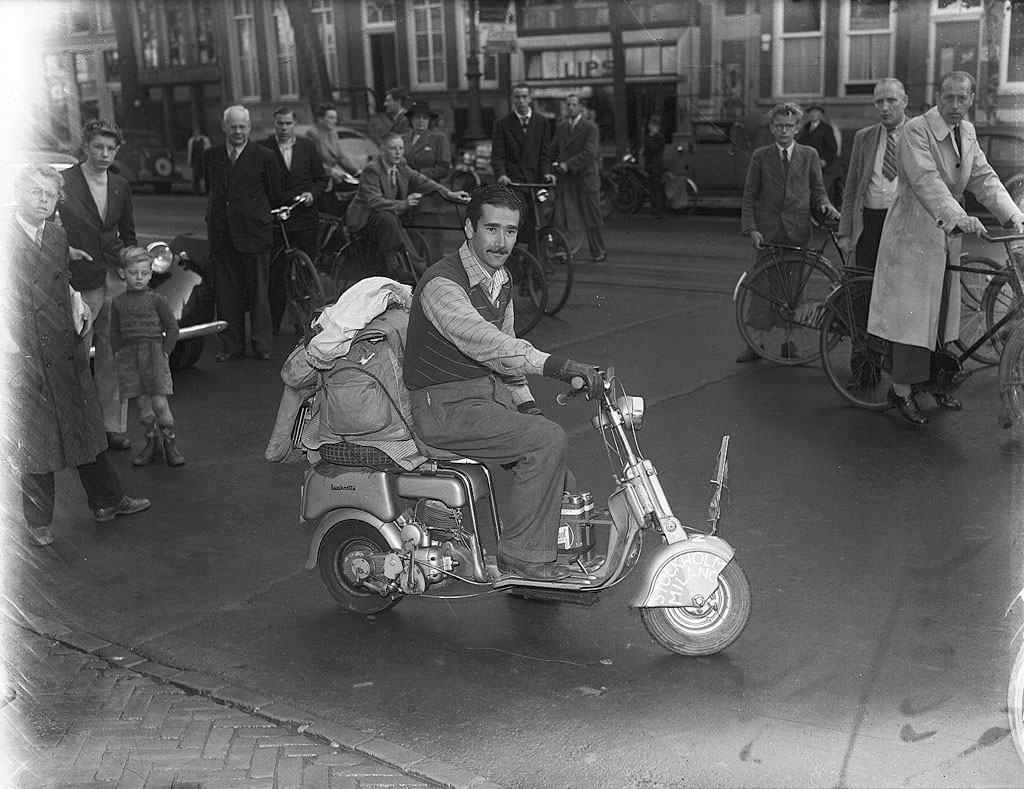
Un viatger amb una Lambretta 125 B a Amsterdam el 1949

L'enorme èxit comercial que va obtenir, no només a Itàlia, va fer que la Lambretta, en els gairebé 25 anys de producció, es construís també sota llicència a Alemanya (per NSU), Gran Bretanya, l'Argentina (per Siambretta), Brasil (per Pasco), Xile, Índia (per SIL i per API) i el País Basc (per Serveta) entre altres països. Innocenti també va produir, sobre la base de la mecànica de l'escúter, una sèrie de motocarros anomenats inicialment també Lambretta i, més tard, comercialitzats com a Lambro. Finalment, l'empresa va produir un únic model de ciclomotor al llarg de la seva existència: la Lambretta 48 (coneguda popularment a Itàlia com a Lambrettino del prete, "Lambrettet del capellà"), en producció entre 1955 i 1961.
Amb el boom econòmic a Europa occidental, cap a finals de la dècada del 1950 la demanda d'escúters va caure, mentre que l'automòbil era ara a l'abast de tothom; Innocenti va haver de lluitar per sobreviure econòmicament. La "British Motor Corporation" (BMC) aprofità les dificultats financeres d'Innocenti i el 1959, tenint en compte la seva experiència en producció, li va oferir un contracte per a produir, sota llicència, una berlina Austin de 900 cc, l'A40, amb molts components subministrats per la mateixa BMC. Innocenti va fer servir llavors el xassís de l'A40 per a produir un spyder amb carrosseria Ghia. L'empresa va produir posteriorment més cotxes, de nou amb llicència BMC: l'IM3 (Innocenti Morris 3), l'I4 (un IM3 més auster i econòmic), el Mini Minor i el Mini Cooper; tots aquests cotxes van tenir èxit i la companyia va suspendre la producció de motocicletes el 1971.
El govern de l'Índia va comprar la línia de muntatge de Lambretta el 1972, essencialment per les mateixes raons que Ferdinando Innocenti l'havia construïda després de la guerra. L'Índia en aquell moment era un país amb poca infraestructura i encara no estava preparada econòmicament per a produir cotxes petits dedicats al transport privat. SIL (Scooters of India Limited), amb seu a Lucknow, Uttar Pradesh, va ser l'empresa estatal que va començar la producció un parell d'anys després de la compra, continuant la construcció de la Lambretta original fins al 1997.

### Rècords
El 1948, Luigi Innocenti, fill del fundador de l'empresa, va endegar el desenvolupament d'una versió especial de la Lambretta per a aconseguir-hi rècords en la classe de 125 cc. El model presentava una secció del bastidor posterior feta amb tubs lleugers per a suportar el pes extra, dipòsit de combustible ampliat situat entre les cames del pilot per a millorar l'autonomia, nou carburador ampliat, silenciador reduït i motor amb relació de compressió més llarga amb transportador dinàmic d'alumini per a millorar-ne la refrigeració.
El règim màxim de potència era de només 5.300 rpm, relativament baix per a un escúter però prou com per a permetre-li d'assolir, l'11 de febrer de 1949, 13 rècords a la carretera de Roma a Ostia, nou en la classe 125 cc amb quatre velocitats i quatre en la classe de fins a 175 cc. Poc temps després, la Lambretta es va modificar per a establir nous rècords de resistència. Es creà una caixa aerodinàmica especial per al far, mentre que el nou carburador es restablí per a produir una mescla ajustable que compensava els canvis de temperatura entre el dia i la nit. La prova es va fer al circuit francès de Montlhéry al març i com a resultat s'aconseguiren 33 nous rècords mundials gràcies als pilots Masserini, Masetti (futur campió del món de 500cc amb Gilera), Brunori i Riccardo Rizzi. Encara no un mes després, al mateix circuit, la moto obtingué també el rècord de resistència de 48 hores, i a començaments de 1950 en guanyà uns altres sis.
El mateix any, atès que Piaggio havia creat la seva pròpia versió aerodinàmica de la Vespa, Innocenti va decidir d'adaptar-s'hi per continuar sent competitiu. La nova Lambretta presentava un perfil ovalat aplanat als laterals, amb un gran parabrisa i una cua posterior allargada. Portada a la pista del 27 de setembre al 5 d'octubre de 1950, la nova Lambretta aerodinàmica aconseguí 22 rècords mundials, obliterant els avenços del seu competidor Piaggio. Aquest mateix model fou modificat per Pier Luigi Torre per a intentar-hi aconseguir alguns rècords de velocitat en la categoria de 125 cc. El carenat es simplificà i s'afegiren conductes d'aire anteriors. El motor anava sobrealimentat per un compressor volumètric que n'augmentava la potència fins als 16 CV a 9.000 rpm. Malgrat que aquest compressor es va eliminar a causa de problemes de fiabilitat, els pilots Ferri i Poggi hi van aconseguir un primer rècord de 195 km/h al circuit de Montlhéry i posteriorment el rècord de 201 km/h a l'autopista de Múnic a Ingolstadt.

### Lambretta a l'actualitat
Des del 2017, una empresa amb seu a Lugano anomenada Innocenti SA produeix ciclomotors amb el logotip "Lambretta" en col·laboració amb l'empresa austríaca KSR Group. L'empresa produeix també un escúter anomenat Lambretta V-Special i disponible en tres versions: el V50 Special, el V125 Special i el V200 Special. El V-Special es basa en l'escúter xinès SYM Fiddle.

## Característiques
Com la Vespa, la Lambretta tenia un motor de dos temps que funcionava amb mescla d'oli-benzina, caixa de canvis de 3 o 4 velocitats i una cilindrada de 39 a 198 cc. L'accionament del canvi, com a la Vespa, era manual, controlat amb el puny esquerre mentre se subjectava la maneta d'embragatge, situada al mateix puny.

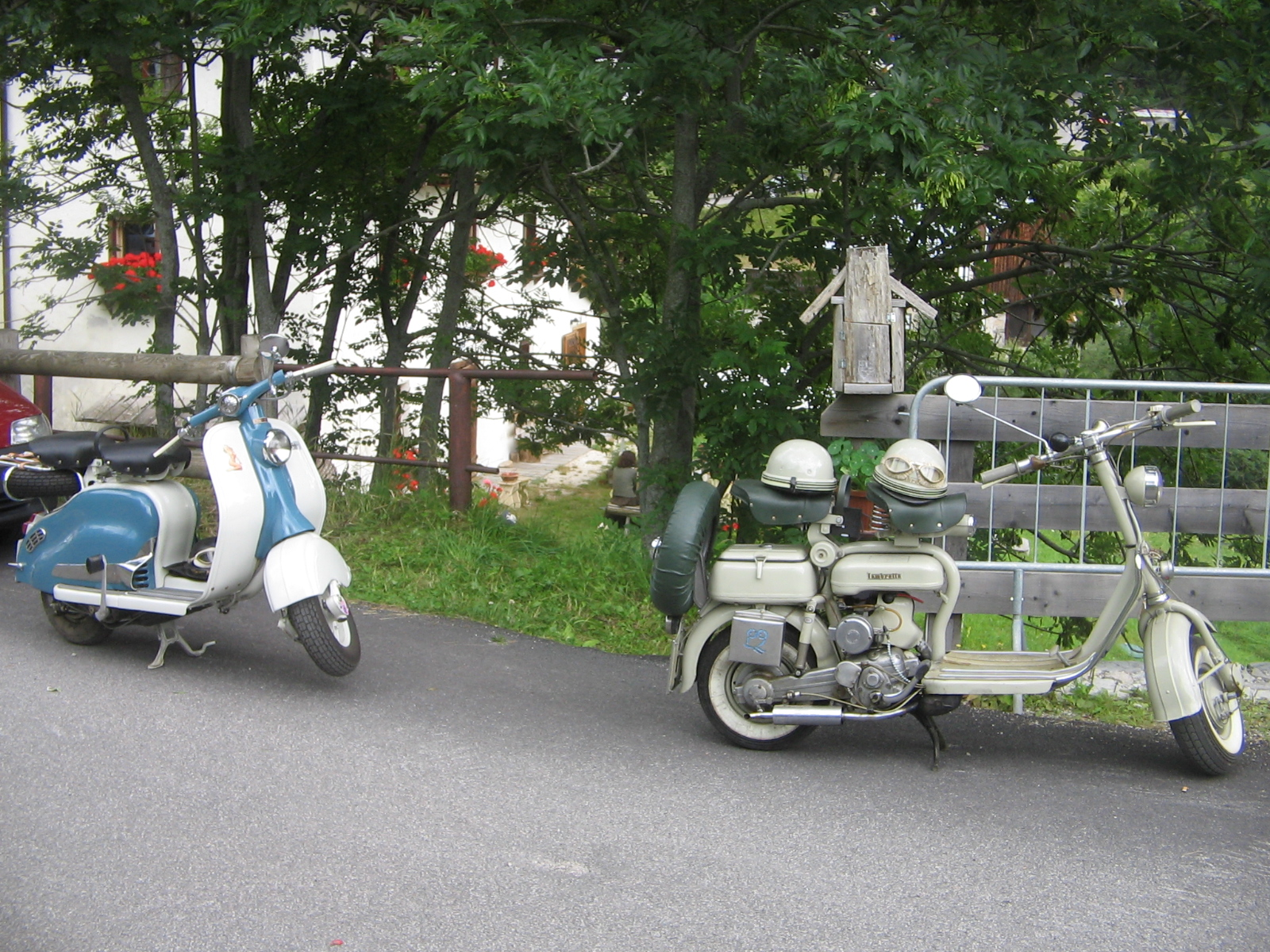
A l'esquerra, una Lambretta "tancada" (150 LD, 1957); a la dreta, una d'"oberta" (150 D, 1955)

A diferència de la Vespa, que es construïa amb un bastidor d'una sola peça (un monocasc premsat amb làmines d'acer), la Lambretta tenia una estructura tubular més rígida sobre la qual es muntava la carrosseria. El principal tret distintiu dels primers models produïts era el seu «cos obert» (els panells mínims i un aspecte d'estranya motocicleta), cosa que els distingia de la Vespa, que estava totalment carenada. Malgrat tot, els models posteriors, concretament a partir del model C de 1950, també es van presentar en versió «tancada» (carenada, amb tota la part mecànica coberta); justament aquest model, criticat per Piaggio per la seva semblança conceptual amb la Vespa, va tenir tant d'èxit que a partir del 1957, excloent el model LUI, la Lambretta es va produir sempre amb carrosseria tancada, amb el parafang anterior integrat amb la carrosseria i amb ubicació central del motor. El major èxit de la versió tancada va confirmar que els conductors necessitaven una certa protecció contra les inclemències del temps i valoraven l'aspecte més net de l'escúter.
A banda del bastidor tubular, la Lambretta es diferencia de la Vespa per la situació del motor: mentre la segona en duu un de lateral situat al darrere, adossat a la roda, la Lambretta el duu centrat, sota el seient, cosa que li proporciona un major equilibri lateral (la Vespa pesa més d'un costat que de l'altre) i una millor distribució del pes entre les rodes, amb més adherència a l'anterior; tanmateix, per tal d'allotjar el motor al centre cal una distància més llarga entre eixos, cosa que fa que la Lambretta sigui menys maniobrable en ciutat que la Vespa.
A finals dels cinquanta, juntament amb l'elecció de la carrosseria només "tancada", la Lambretta es va revisar en termes de mecànica i carrosseria i, després de passar per tres versions de la sèrie LI, es va arribar al model de 1962 (la sèrie LI III, "scooterlinea"). Aquesta versió és la que després, amb molt pocs canvis estètics, es va produir fins al 1972 (la darrera Lambretta fou la DL), any en què la cadena de muntatge es va vendre al govern indi. Dels models de la dècada del 1960, els més sol·licitats i cobejats pels col·leccionistes actuals són sovint els TV (Turismo Veloce) i SX (Special X), ambdós un èxit comercial al seu moment gràcies al seu major rendiment i aspecte refinat. El model TV va ser el primer escúter del món amb fre de disc anterior.

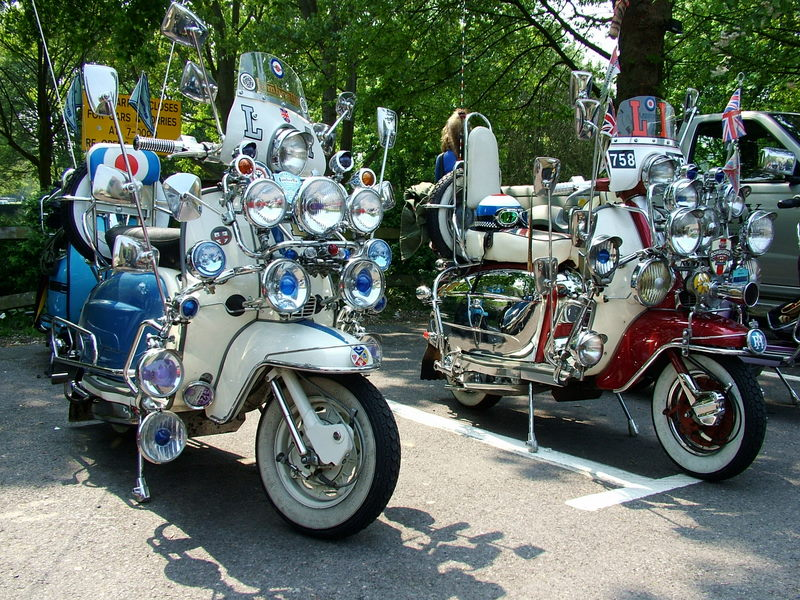
Dos escúters Lambretta modificats a l'estil mod a Surrey el 2007

Les Vespa i les Lambretta es podien modificar fàcilment; molts usuaris van modificar, i modifiquen encara, aquests escúters tot "personalitzant-los" amb miralls addicionals, re-elaborant-los, pintant-ne la carrosseria o retocant-los d'altres maneres, tot això a la llum de la filosofia del moviment cultural mod (nascut al Regne Unit durant els seixanta i encara vigent allà), el qual va convertir els escúters italians en el símbol de la revolució cultural juvenil de la seva època. Entre els mods britànics és encara més popular la Lambretta que la Vespa, com es pot apreciar per exemple a la pel·lícula Quadrophenia (1979). Més tard, la subcultura skinhead sorgida dels mods va adoptar també els escúters com a icona de grup.
Actualment, la Lambretta és un objecte de col·lecció, sovint per part d'especialistes en restauració que en cerquen els recanvis originals. Una gran quantitat de clubs Lambretta repartits per tot el món conserva i alimenta el mite d'aquest històric escúter que, juntament amb la Vespa, representa inevitablement una icona de la Itàlia dels anys cinquanta i seixanta.

### Prototips i estudis
Entre els nombrosos prototips i estudis realitzats al llarg de la història de l'empresa, el punt d'inflexió que, segons les intencions dels directius d'Innocenti a finals dels seixanta, la Lambretta hauria d'haver fet aleshores era adoptar motors de major cilindrada; aquest fenomen ja estava en marxa amb l'augment als 200 cc, fet que fou rellevant per a augmentar-ne la popularitat a l'estranger. Entre el 1966 i el 1967, el Centro Studi va desenvolupar un escúter de dos cilindres de 250 cc. El bastidor hauria d'haver estat redissenyat completament amb una línia més moderna, però mai no va anar més enllà de la fase de prototips mecànics que, muntats sobre bastidors de SX 200, s'exhibeixen actualment al "Museo dello Scooter e della Lambretta" de Rodano, a la ciutat metropolitana de Milà.

## Llegat

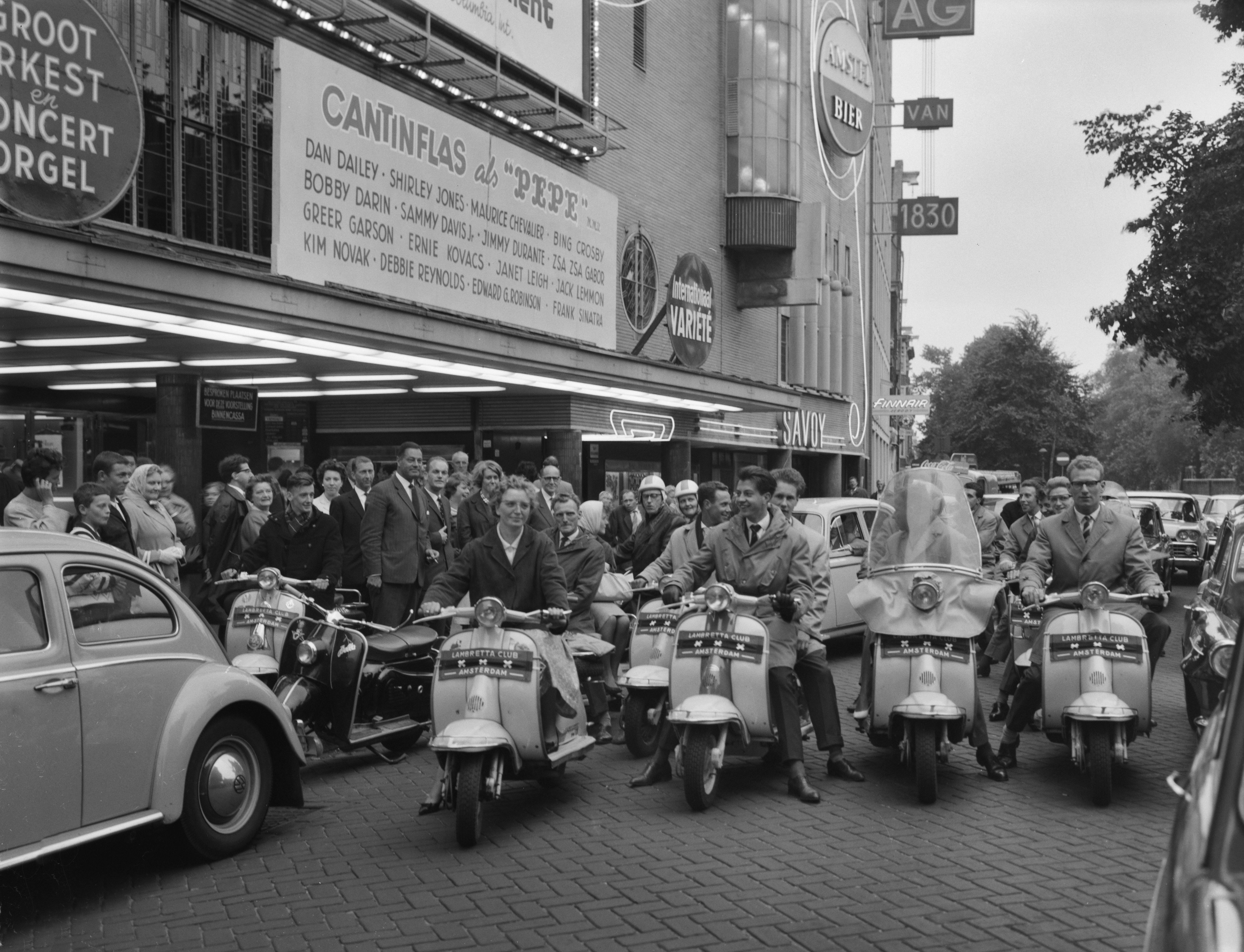
Trobada de membres del Lambretta Club d'Amsterdam el 1961

Avui dia hi ha encara clubs a tot el món, tant de nacionals com de locals, dedicats a l'escúter Lambretta. Els clubs segueixen participant en esdeveniments i organitzant sortides i trobades que es fan regularment durant els caps de setmana als mesos d'estiu, sovint amb molta assistència; alguns aplecs aconsegueixen 2.500 participants que paguen la seva quota d'inscripció. Per tot el Regne Unit hi ha moltes botigues d'escúters que s'ocupen de tot allò relacionat amb Lambretta, des de vendes, servei, peces, ajustament, preparació i restauracions completes.
En portuguès, "lambreta" s'utilitza com a sinònim d'"escúter" i el nom figura al Novo Dicionário da Língua Portuguesa, un dels principals diccionaris del Brasil, com a substantiu.
El 1997 es va fundar la marca de roba i accessoris Lambretta Clothing amb seu al Regne Unit. Actualment l'empresa forma part de Lambretta Consortium.

### Museus

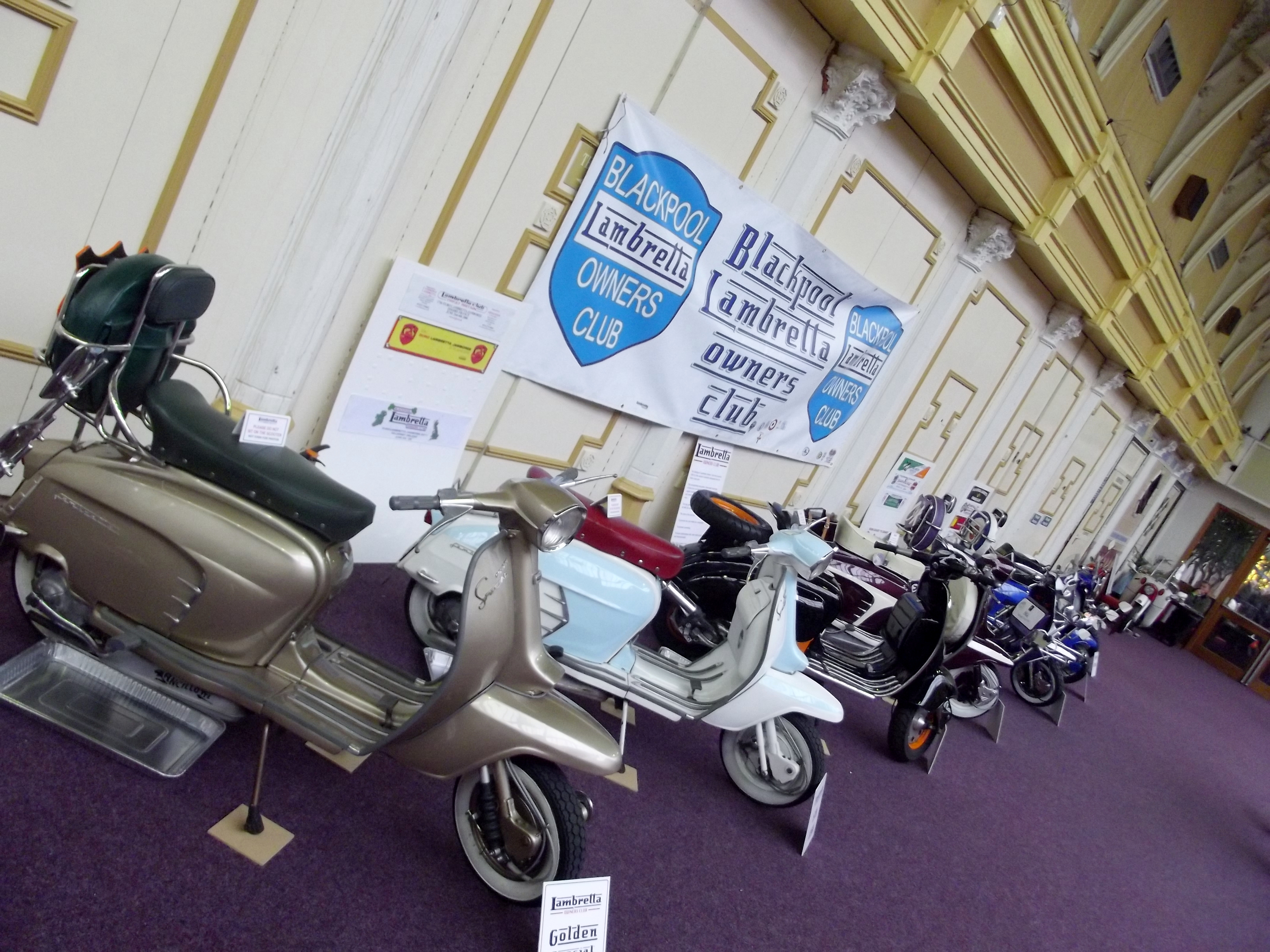
Exhibició de models del Blackpool Lambretta Owners Club

El petit poble de Rodano, prop de Milà, acull el museu Lambretta més gran d'Europa (Museo dello Scooter e della Lambretta) i els arxius originals d'Innocenti. A la col·lecció també hi ha diversos escúters d'altres fabricants, entre ells alguns dels primers models de la dècada del 1910 i escúters de l'exèrcit nord-americà que es van llançar amb paracaigudes sobre Normandia el 1944,
A Weston-super-Mare, Somerset, hi ha el Lambretta Scooter Museum, el qual acull un total de prop de 100 models Lambretta, almenys un de cada any entre l'octubre de 1947 i el maig de 1971, a més de models posteriors de fàbriques basques i índies. També alberga una gran quantitat de records de Lambretta. Aquest museu i col·lecció va canviar de propietaris a començaments del 2007 i es va tornar a obrir el 8 d'agost de 2008 després de la reforma.
Un altre museu dedicat a aquest escúter és el "Museo della Lambretta", situat a Sellia Marina, a la província de Catanzaro.

## Models Lambretta

### Produïts a Itàlia
Font:

#### Escúters
| - Lambretta M (A) 125 – 1947-48 - Lambretta B 125 – 1948-50 - Lambretta C/LC 125 – 1950-52 - Lambretta D/LD 125/150 – 1951-58 - Lambretta E 125 – 1953-54 - Lambretta F 125 – 1954-55 - Lambretta TV 175 – 1957-58 - Lambretta Li 125/150 – 1958-59 - Lambretta TV 175 II serie – 1959-61 - Lambretta Li 125/150 II serie – 1959-61 - Lambretta Li 125/150 III serie – 1962-68 | - Lambretta TV 175 III serie – 1962-65 - Lambretta 150 Special - 1963-66 - Lambretta Cento – 1963-65 - Lambretta Junior 50 – 1964-71 - Lambretta Junior 125 – 1964-69 - Lambretta 125 Special – 1965-69 - Lambretta X 200 Special – 1966-69 - Lambretta X 150 Special – 1966-69 - Lambretta Lui 50 - 1968-70 - Lambretta Lui 75 - 1968-70 - Lambretta DL 50/125/150/200 – 1969-71 |

Escúters Lambretta dels 50
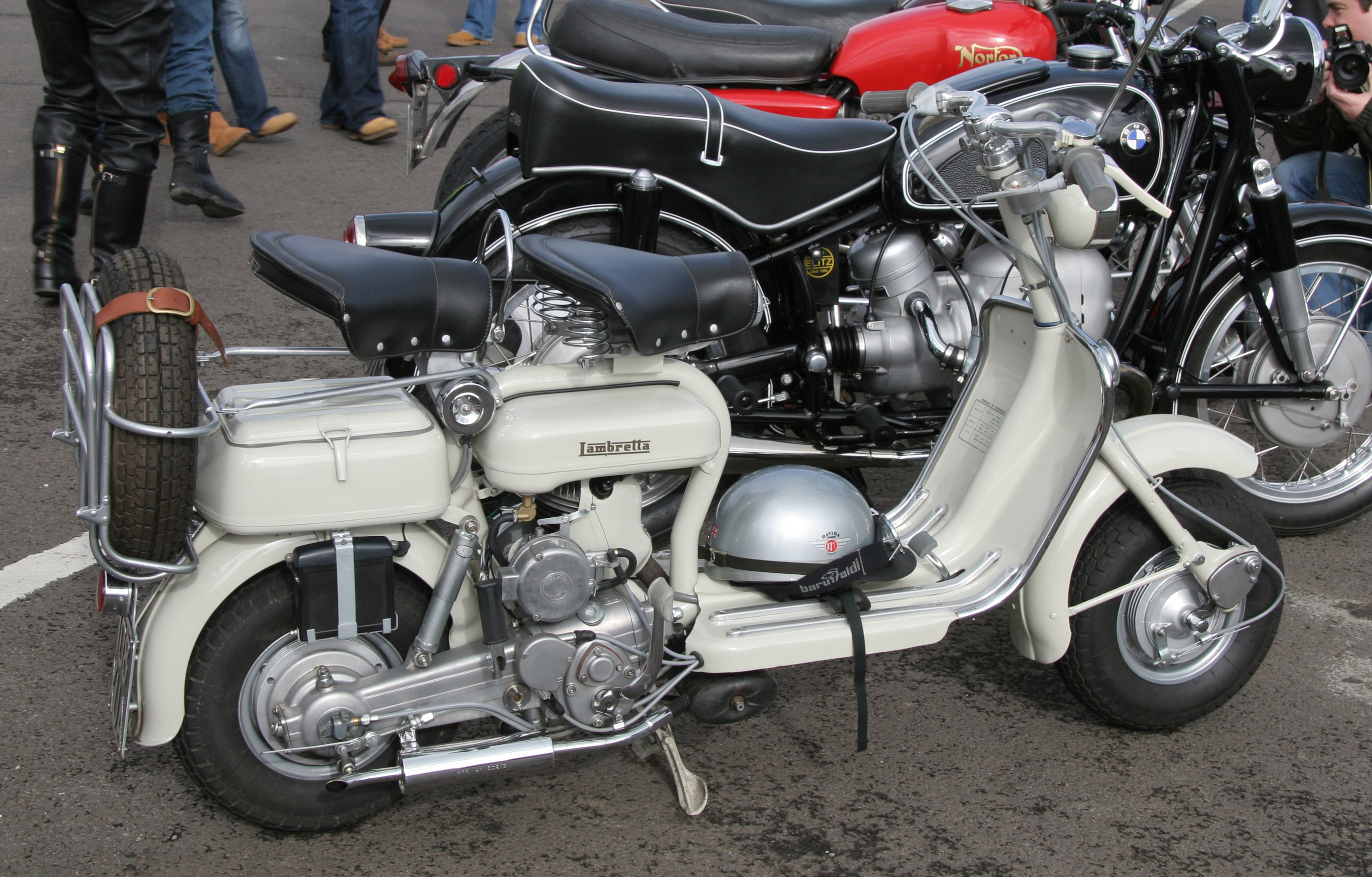
C 125 ca. 1951
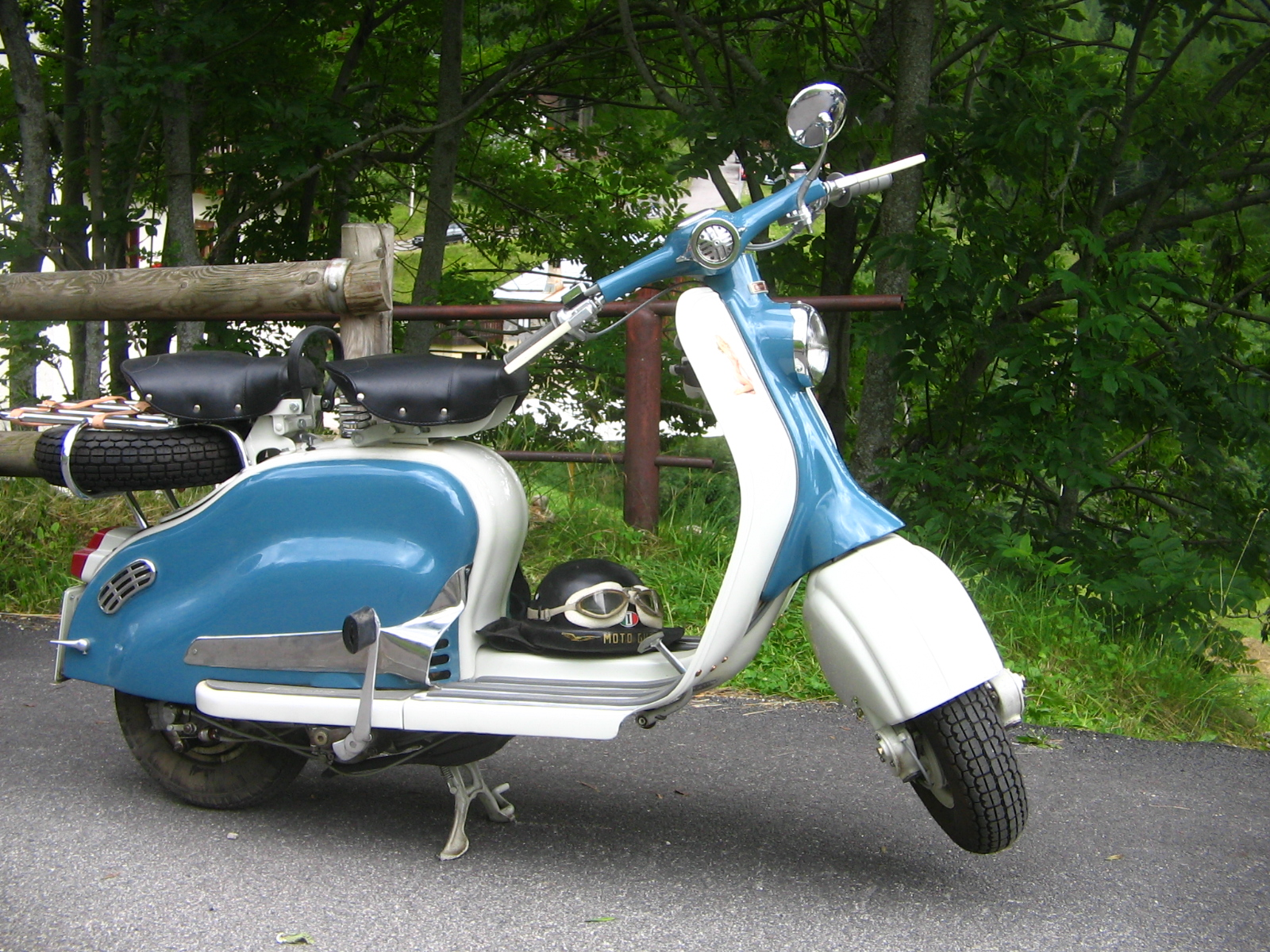
150 LD de 1957
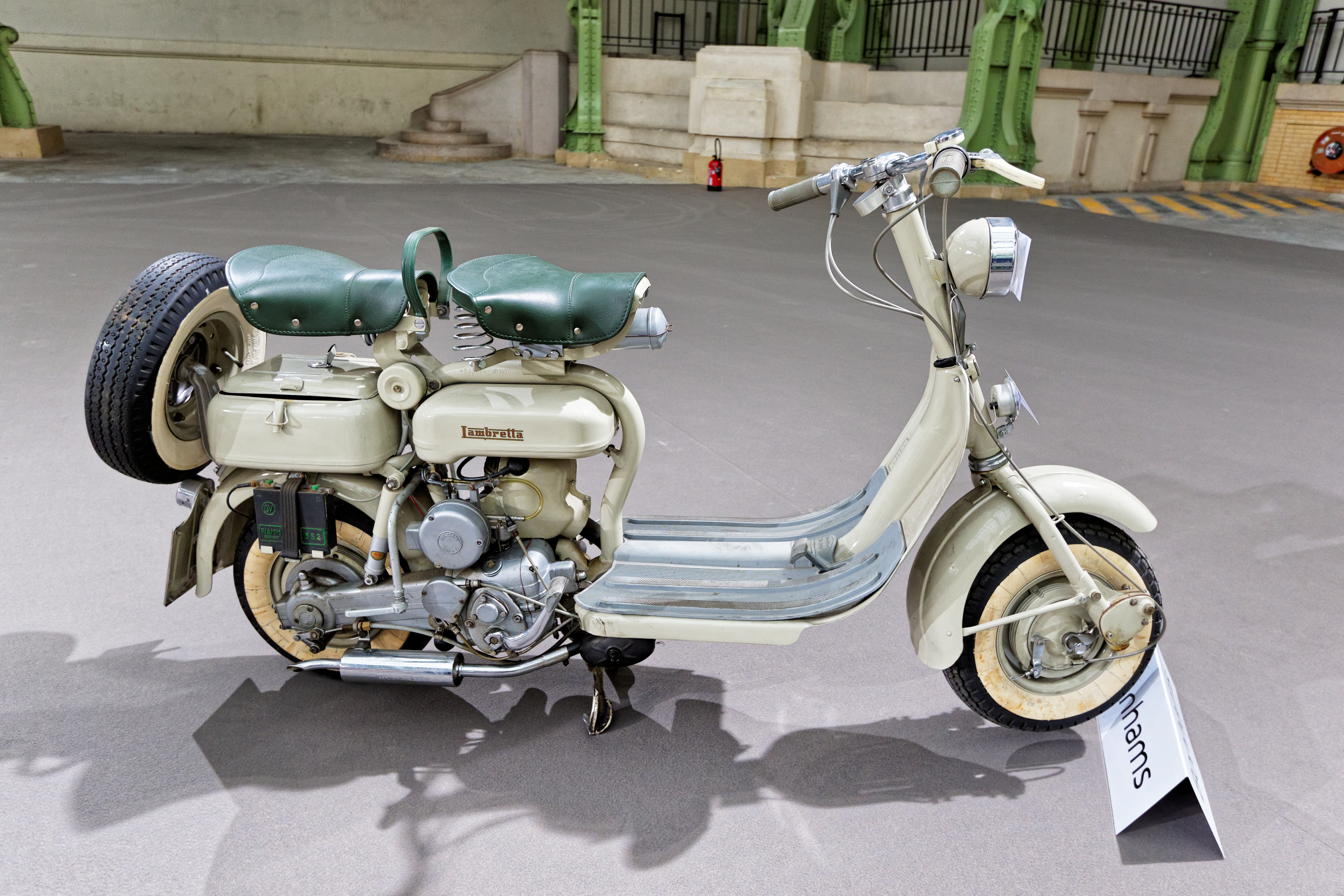
D 150 de 1958
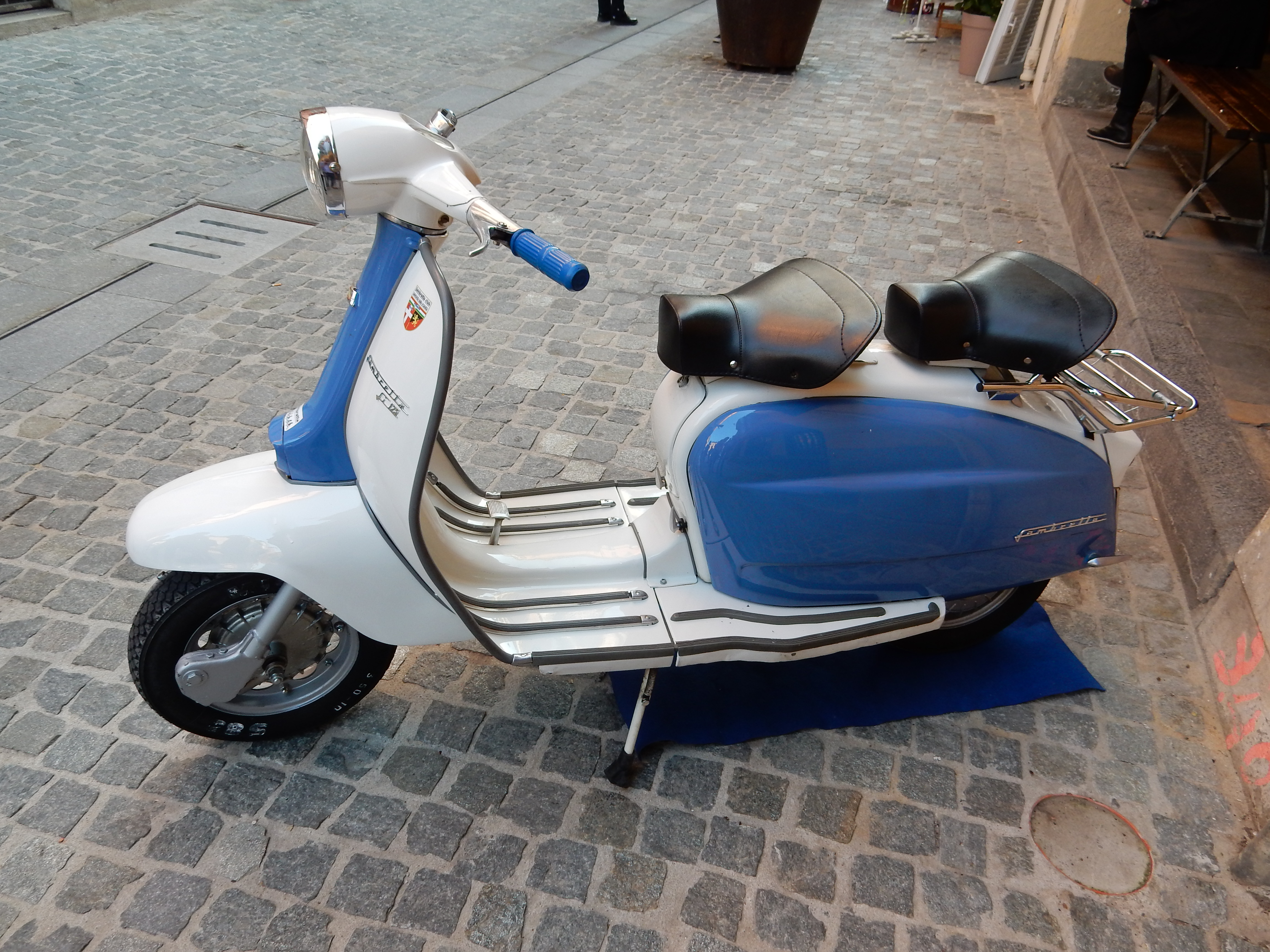
Li 125 ca. 1959
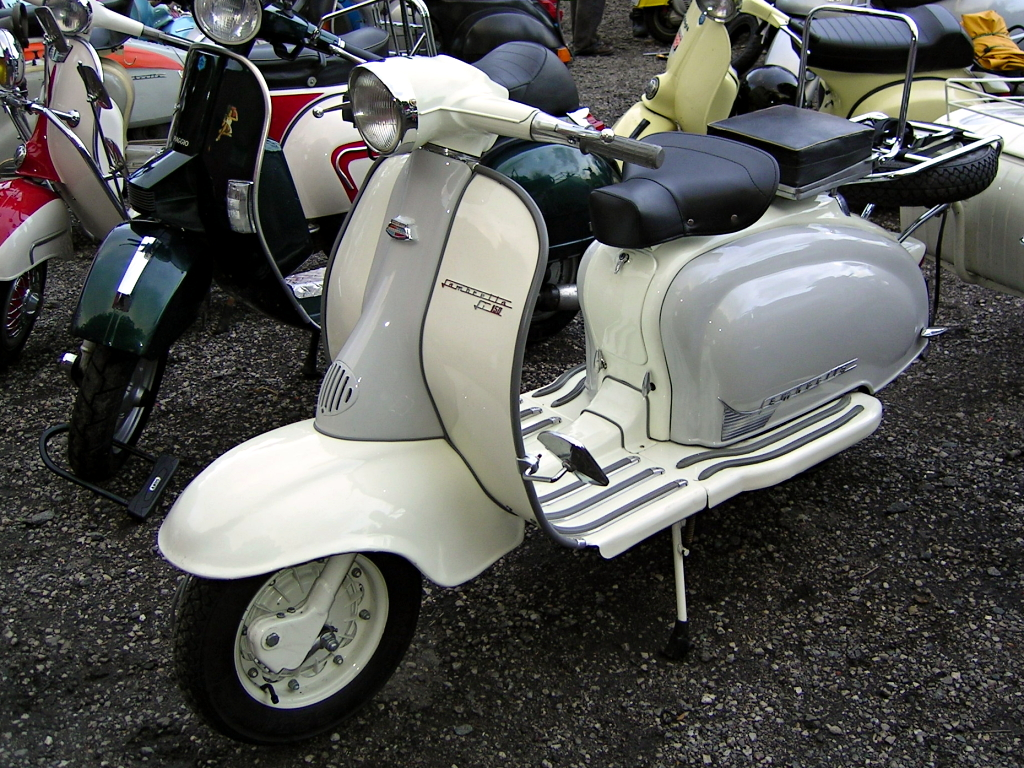
Li 150 de 1959

Escúters Lambretta dels 60
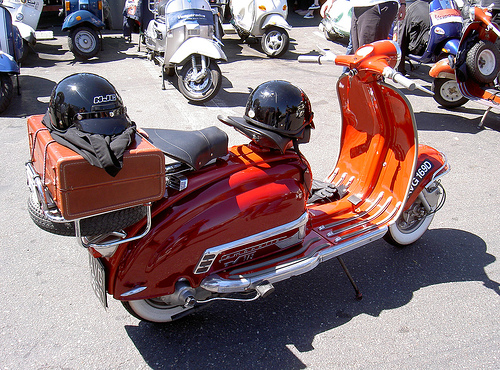
TV 175 II Serie de 1960
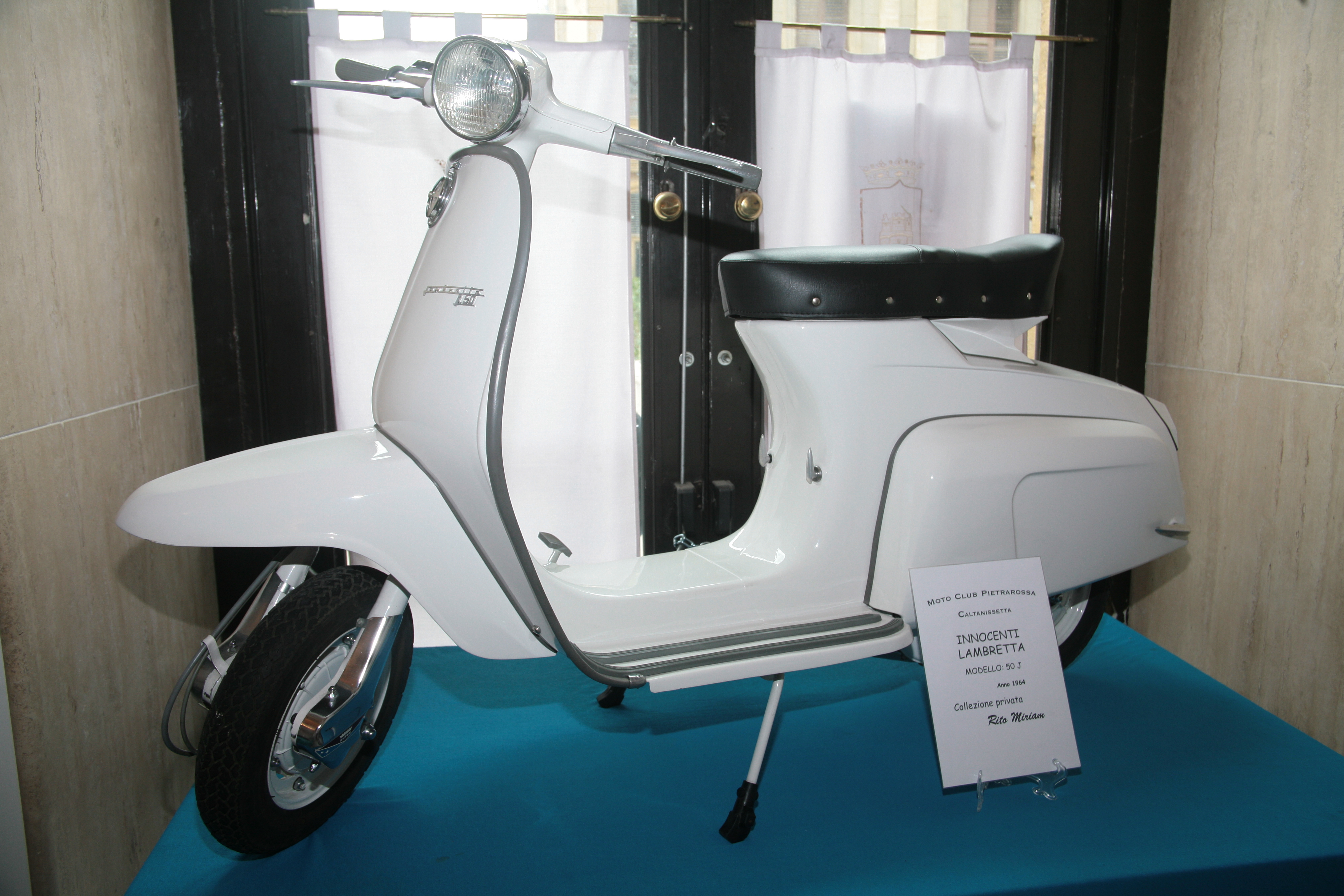
Junior 50 (50 J) de 1964
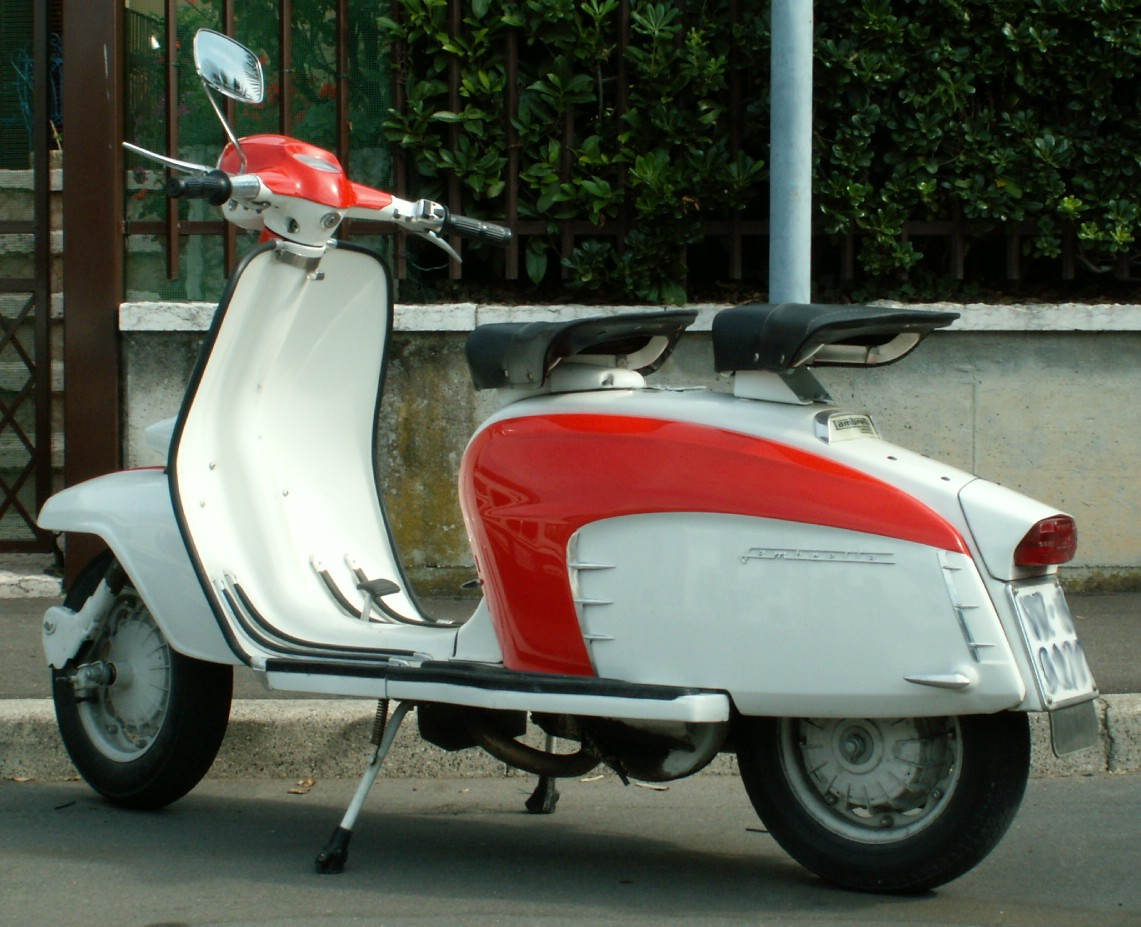
125 Special de 1965
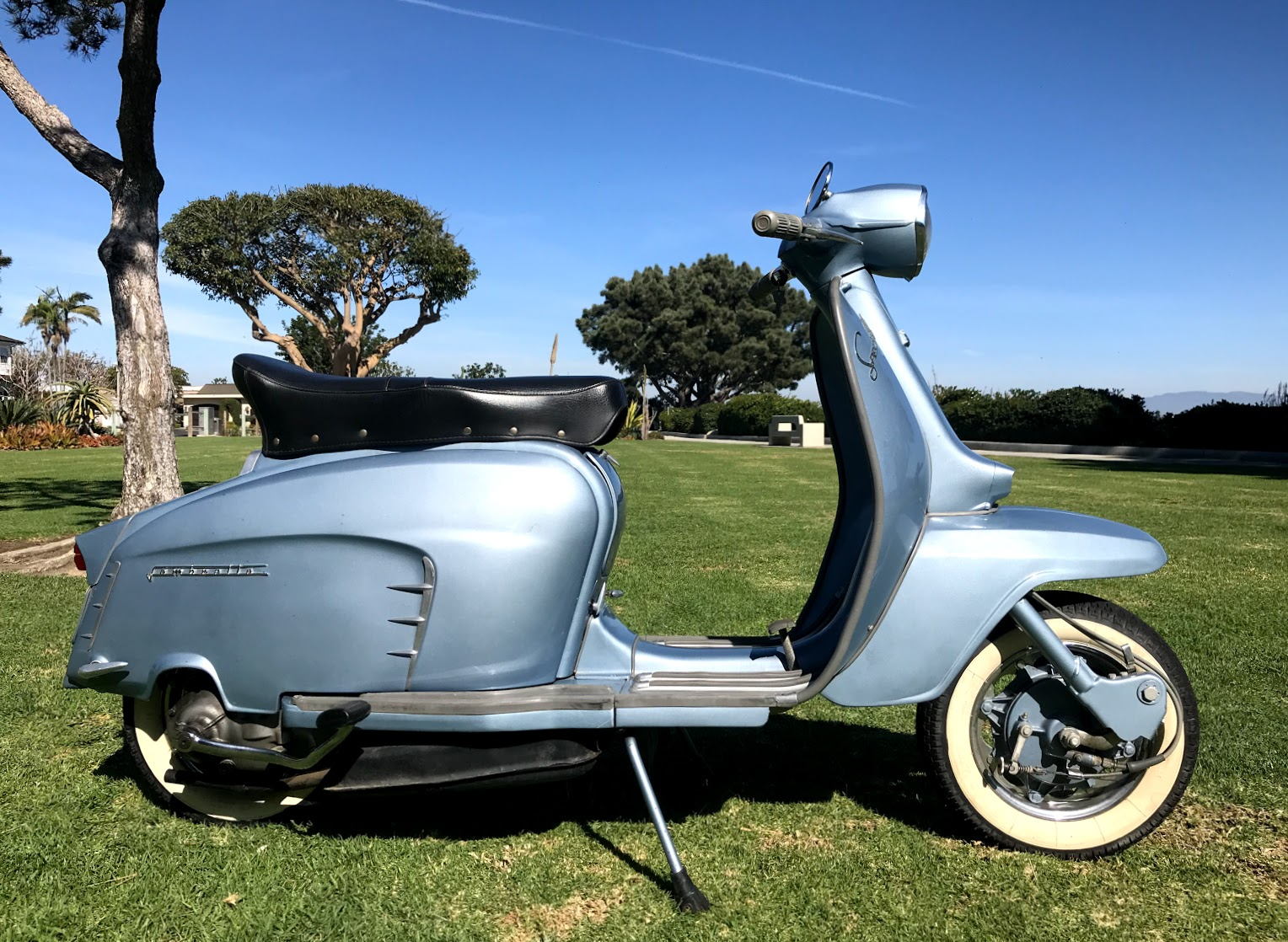
Li 125 Special de 1966
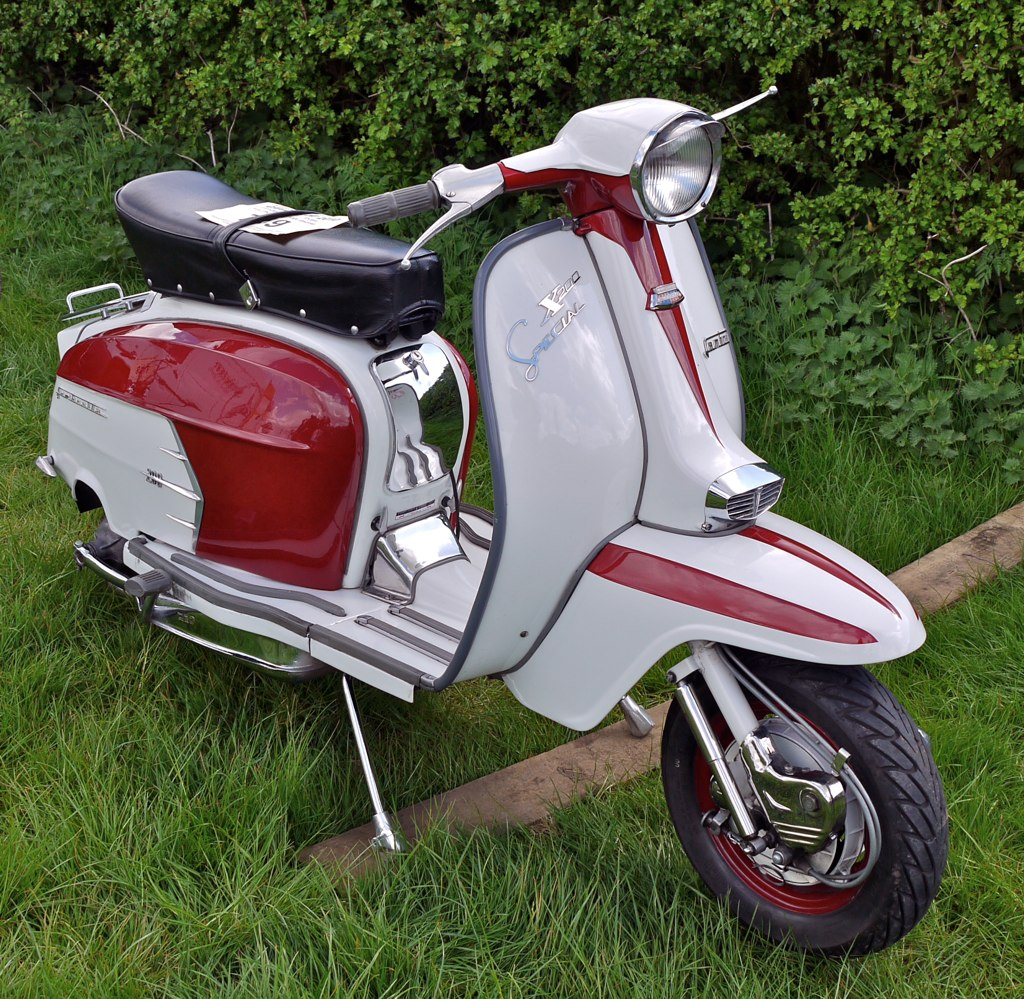
SX 200 de 1967

#### Motocarros
- Lambretta FB - 1949-1950
- Lambretta FC - 1950-1952
- Lambretta FD - 1952-1959
- Lambretta FD/C - 1957-1959
- Lambretta FLI - 1959-1965
- Lambro 200 - 1963-1965
- Lambro 450 - 1965-1967
- Lambro 550 - 1965-1967
- Lambro 550N - 1967-1969
- Lambro 550A - 1968-1969
- Lambro 550L - 1968-1969
- Lambro 550M - 1969
- Lambro 550V - 1969
- Lambro 550ML - 1969
- Tri Lambretta - 1970
- Lambro 49/9 - 1970
- Lambro 600M - 1970-72
- Lambro 600V - 1970-72
- Lambro 600ML - 1970-72

### Produïts a l'Índia

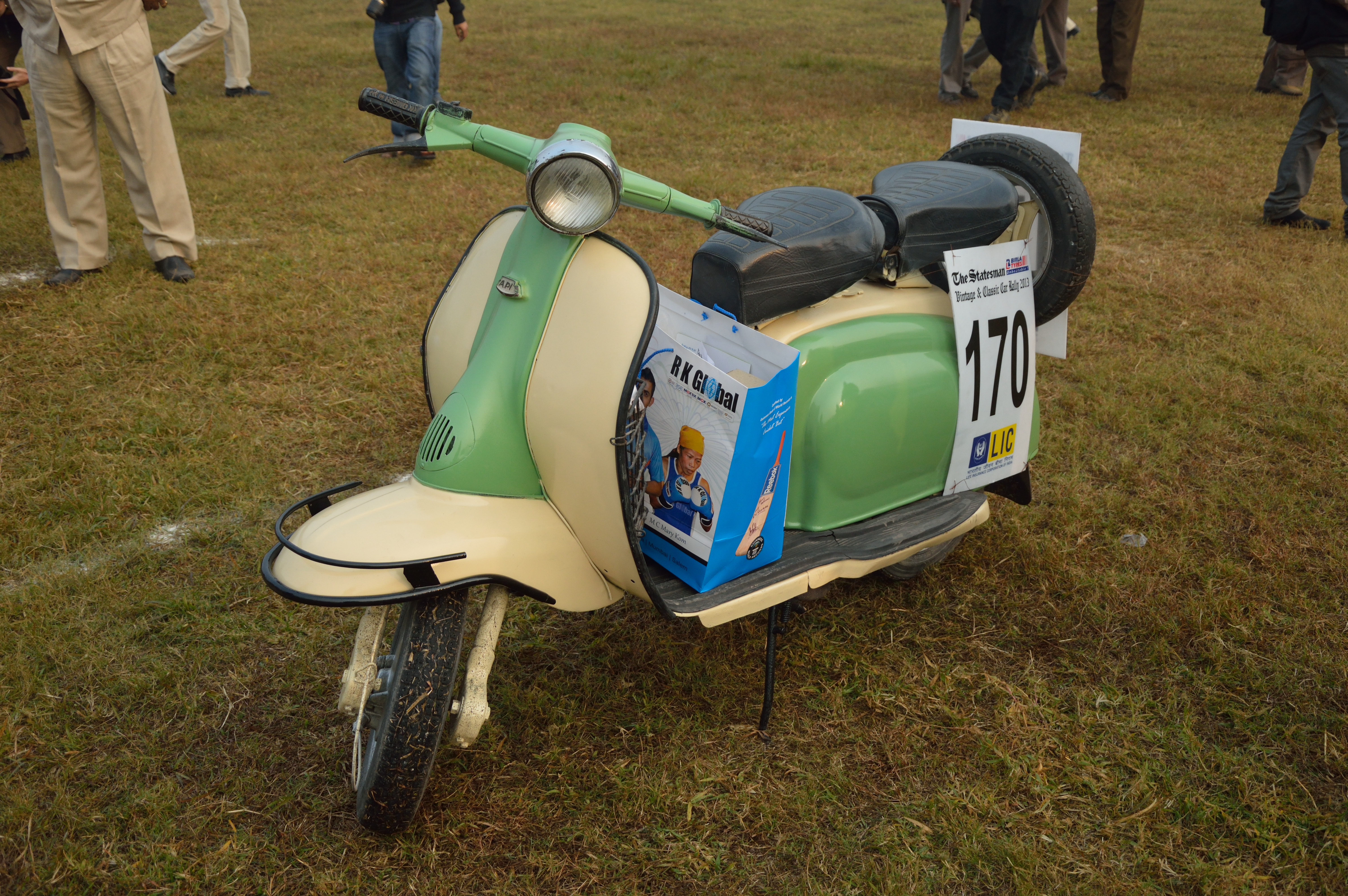
Una Lambretta 150 de 1971 feta a l'Índia per API

#### Escúters
- Lambretta DL 125/150/200
- Lambretta GP
- Lambretta J

#### Motocarros
- Vikram 450D/750D/750D (WC)
- Vikram 410G/600G
- Vikram EV

### Produïts al País Basc

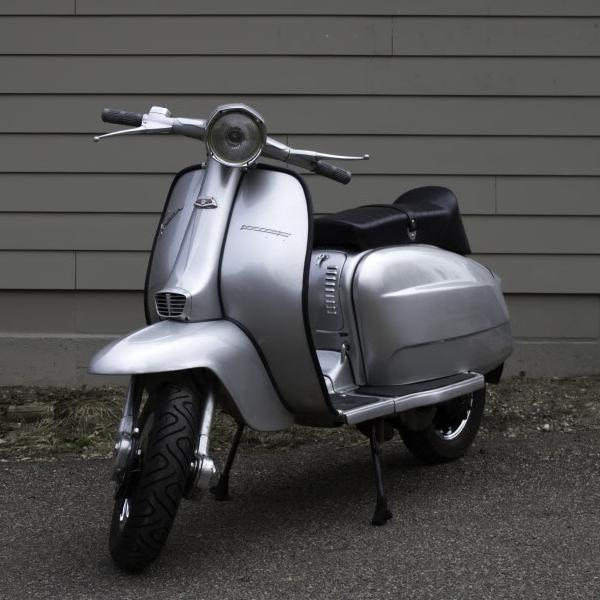
Una Lambretta Serveta de 1977

Una de les empreses més conegudes de totes les que fabricaven les Lambretta sota llicència arreu del món fou la basca Lambretta Locomociones SA, amb seu a Eibar, que començà la seva activitat el 1952. Cap al 1964, l'empresa va començar a fer servir el nom comercial Serveta SA i el 1982 se'l tornà a canviar a Lambretta SAL. Després de traslladar la fàbrica a Amurrio el 1985, l'empresa va acabar tancant el 1989.

#### Escúters
- Lambretta D/LD 125/150cc – 1951-58
- Lambretta Li 125/150cc II serie – 1959-61
- 150 Special - 1966
- JET 200 - 200cc - 1966
- 125/150 - 1975-83
- Pony 200